# Pogoriełowo (rejon totiemski)
Pogoriełowo (ros. Погорелово) – wieś w Rosji, w rejonie totiemskim obwodu wołogodzkiego. W 2010 r. liczyła 501 mieszkańców.